# Sarcolaenaceae
Sarcolaenaceae je čeleď vyšších dvouděložných rostlin z řádu slézotvaré (Malvales). Jsou to stálezelené dřeviny s jednoduchými střídavými listy a pravidelnými květy s pětičetnou korunou. Čeleď zahrnuje asi 60 druhů v 10 rodech a je rozšířena výhradně na Madagaskaru.

## Popis
Sarcolaenaceae jsou stálezelené keře a stromy s jednoduchými střídavými listy. Palisty jsou často velké, intrapetiolární. Čepel listů je celokrajná, se zpeřenou žilnatinou.
Květy jsou pravidelné, uspořádané ve vrcholících, latách nebo okolících. Kalich je složen ze 3, řidčeji z 5 volných lístků. koruna je pětičetná, zkroucená, volná nebo na bázi krátce srostlá. Tyčinek je mnoho, řidčeji (Leptolaena) jen 5 až 10. Tyčinky jsou větvené. Semeník je svrchní, srostlý nejčastěji ze 3 až 4 plodolistů, řidčeji je monomerický. Čnělka je jediná. V každém plodolistu je 2 až 15 vajíček. Plody jsou dosti různorodé: nažka, oříšek nebo tobolka.

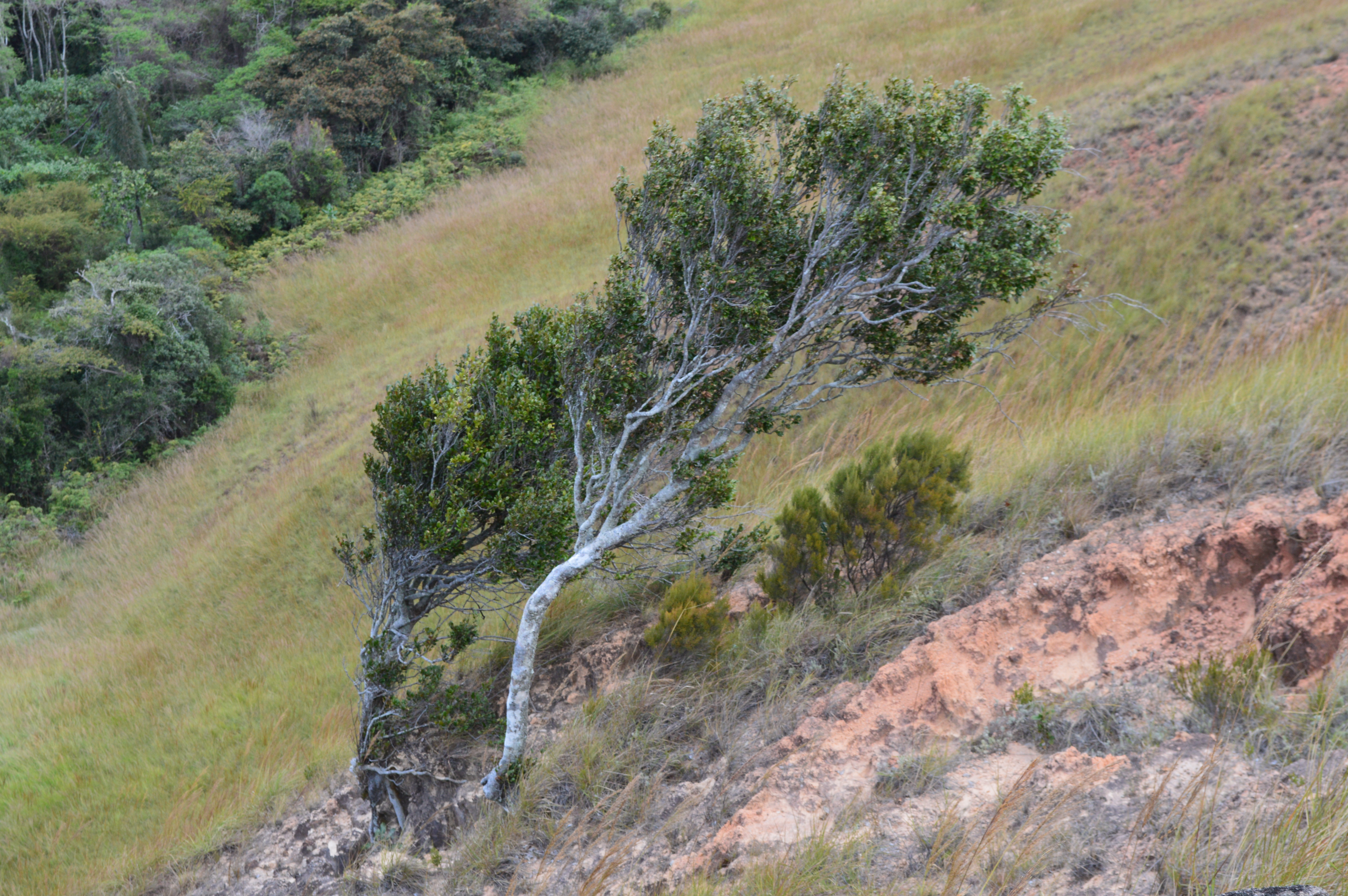
Schizolaena tampoketsana v horách středního Madagaskaru
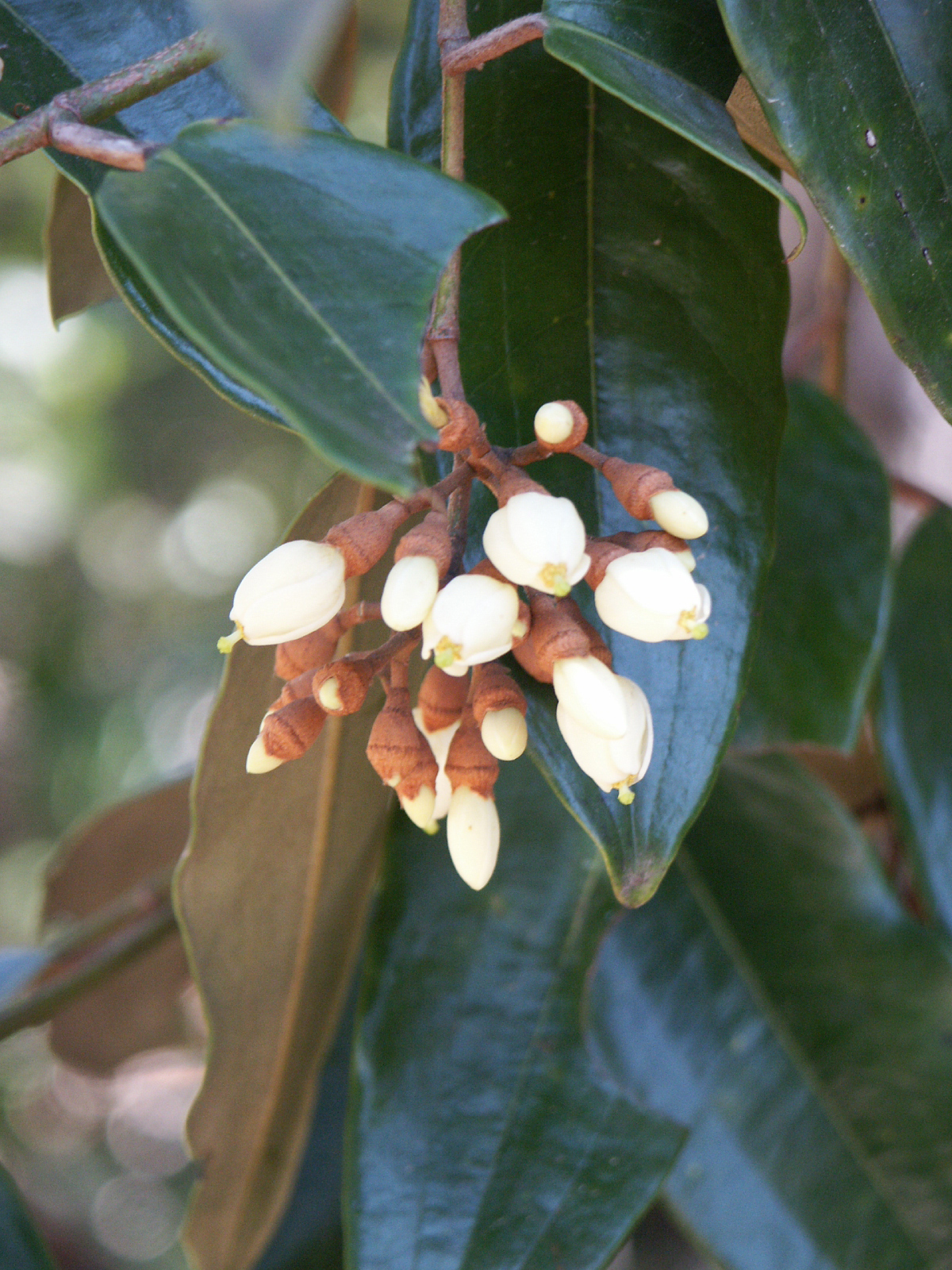
Kvetoucí Leptolaena multiflora
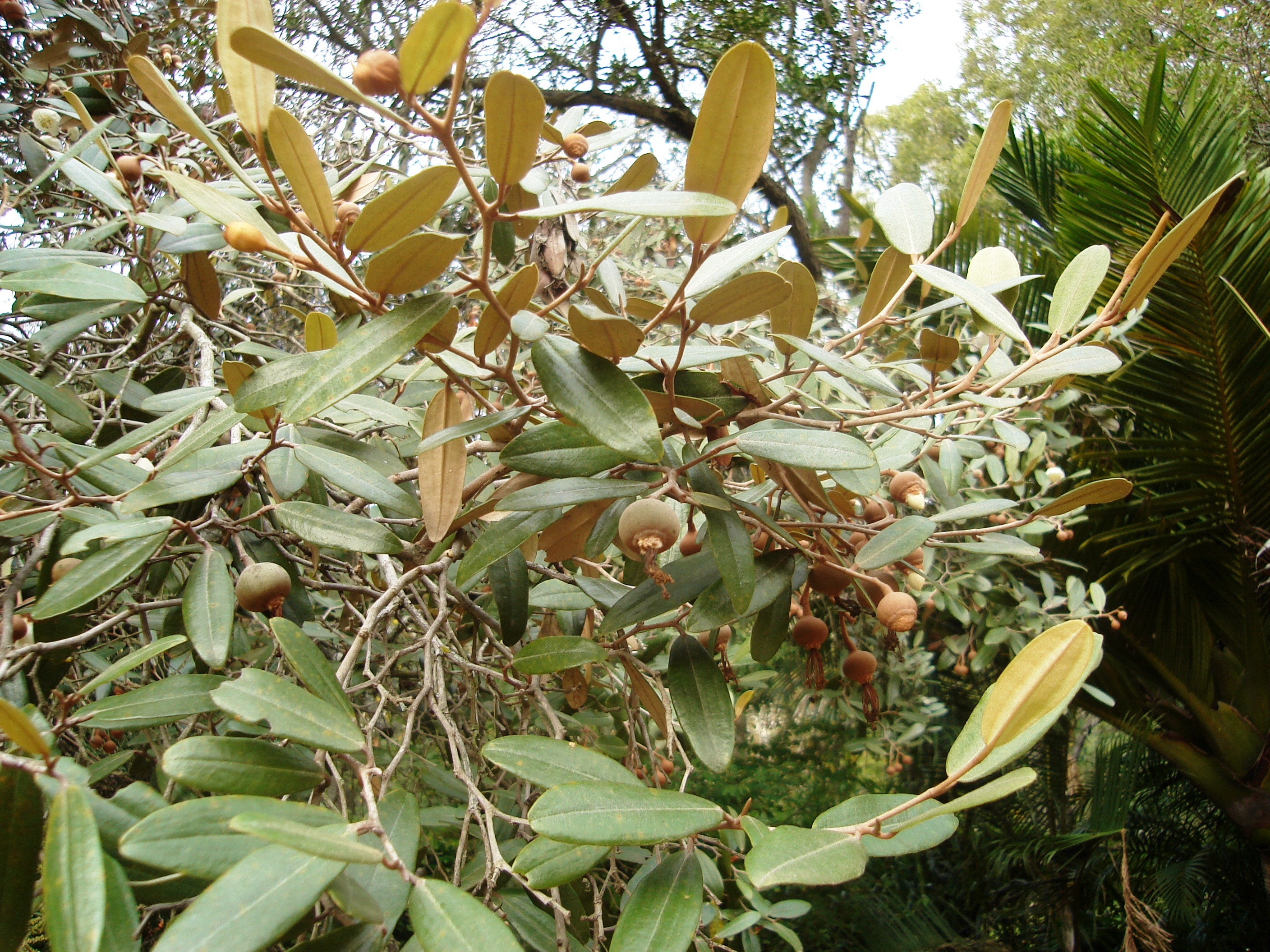
Sarcolaena oblongifolia s plody

## Rozšíření
Čeleď Sarcolaenaceae obsahuje asi 60 druhů v 10 rodech. Je rozšířena pouze na Madagaskaru, převážně ve střední a východní části ostrova.

## Taxonomie
V Cronquistově systému byla čeleď Sarcolaeanaceae řazena do řádu čajovníkotvaré (Theales), zatímco Dahlgren a Tachtadžjan ji řadili do řádu slézotvaré (Malvales).
Nejblíže příbuznou skupinou je podle kladogramů APG čeleď dvojkřídláčovité (Dipterocarpaceae).

## Zástupci
- klanoklok (Schizolaena)
- rodoléna (Rhodolaena)[3]

## Přehled rodů
Eremolaena, Leptolaena, Mediusella, Pentachlaena, Perrierodendron, Rhodolaena, Sarcolaena, Schizolaena, Xerochlamys, Xyloolaena